# Piau-beiçudo
Piau-beiçudo (nome científico: Hypomasticus thayeri) ou timburé é um peixe caraciforme endêmico do sudeste do Brasil. Pertence à família dos anostomídeos (Anostomidae). Habita os rios Paraíba do Sul, Doce e Itapemirim. Copula em locais com ervas daninhas densamente cultivadas. Em 2005, foi considerada como vulnerável na Lista de Espécies da Fauna Ameaçadas do Espírito Santo; como criticamente em perigo na Lista de Espécies Ameaçadas de Extinção da Fauna do Estado de Minas Gerais; em 2014, como criticamente em perigo no Livro Vermelho da Fauna Ameaçada de Extinção no Estado de São Paulo; em 2014, como em perigo na Portaria MMA N.º 444 de 17 de dezembro de 2014; e em 2018, como em perigo no Livro Vermelho da Fauna Brasileira Ameaçada de Extinção do Instituto Chico Mendes de Conservação da Biodiversidade (ICMBio).

## Etimologia
O nome popular timburé tem origem tupi, mas seu étimo é desconhecido. Piau, por sua vez, foi historicamente registrado como piáos (1806), piháus (1817), piau (1865) e piáus (1898).